# German High Roller
German High Roller ist ein Fernsehformat des deutschen Fernsehsenders Sport1. Die Pokersendung wird von Natalie Hof Ramos moderiert, am Tisch kommentiert Michael Körner gemeinsam mit dem Experten Jan Heitmann.

## Konzept
Die Sendung wurde nach dem Vorbild von High Stakes Poker aus den Vereinigten Staaten geschaffen und für den deutschsprachigen Markt produziert. Die Locations waren bisher das Alpine Palace in Saalbach-Hinterglemm, das King’s Casino in Rozvadov und das Grand Casino in Luzern. Zuletzt wurde die 15. Staffel ausgestrahlt.
Gespielt wurde anfangs Cash Game mit Blinds von 25 €/50 €, später wurden die Blinds verdoppelt. Nebst der Variante No Limit Hold’em werden in unregelmäßigen Abständen auch Sessions Pot Limit Omaha gespielt. Nach 13 Staffeln mit einem Tisch von maximal neun Spielern, wurde die 14. Staffel nur noch mit höchstens sechs Spielern am Tisch abgedreht.

## Prominente Teilnehmer
- Ismael Bojang
- George Danzer
- Martin Finger
- Vladimir Geshkenbein
- Markus Golser
- Pius Heinz
- Jan Heitmann
- Jan-Peter Jachtmann
- Ronny Kaiser
- Erich Kollmann
- Jonas Kronwitter
- Marcel Lüske
- Sandra Naujoks
- Ole Schemion
- Johannes Strassmann
- Leon Tsoukernik